# Megumu Nishida
Megumu Nishida (jap. 西田 恵, Nishida Megumu; * 10. Januar 1998 in Sakai, Präfektur Osaka) ist ein japanischer Fußballspieler.

## Karriere
Megumu Nishida erlernte das Fußballspielen in der Jugendmannschaft des EXE'90 FC, der Schulmannschaft der Koyo High School sowie in der Universitätsmannschaft der Osaka University of Health & Sport Sciences. Seinen ersten Profivertrag unterschrieb er Anfang 2020 bei Zweigen Kanazawa. Der Verein aus Kanazawa spielte in der zweiten japanischen Liga, der J2 League. Sein Zweitligadebüt gab er am 27. Juni 2020 im Heimspiel gegen den Matsumoto Yamaga FC. Hier wurde er in der 80. Minute für Masahiro Kaneko eingewechselt. In seiner ersten Saison in der zweiten Liga stand er neunmal auf dem Spielfeld. Anfang 2021 wurde er an den in der dritten Liga spielenden Iwate Grulla Morioka nach Morioka ausgeliehen. Ende der Saison 2021 feierte er mit Iwate die Vizemeisterschaft und den Aufstieg in die zweite Liga. Die Saison 2022 wurde er an den Drittligisten Tegevajaro Miyazaki ausgeliehen. Für den Verein aus Miyazaki bestritt er 21 Drittligaspiele. Nach Vertragsende bei Zweigen unterschrieb er am 1. Februar 2023 einen Vertrag beim Drittligaaufsteiger Nara Club.

## Erfolge
Iwate Grulla Morioka
- Japanischer Drittligavizemeister: 2021  ▲